# آب نارو (رستم)
اب نارو یک روستا در ایران است که در استان فارس واقع شده‌است.